# Poa rhadina
Poa rhadina är en gräsart som beskrevs av Norman Loftus Bor. Poa rhadina ingår i släktet gröen, och familjen gräs. Inga underarter finns listade i Catalogue of Life.